# Gaopo (köpinghuvudort i Kina, Sichuan Sheng, lat 32,09, long 106,34)
Gaopo (kinesiska: 高坡) är en köpinghuvudort i Kina. Den ligger i provinsen Sichuan, i den sydvästra delen av landet, omkring 270 kilometer nordost om provinshuvudstaden Chengdu. Antalet invånare är 16 191. Befolkningen består av 8 141 kvinnor och 8 050 män. Barn under 15 år utgör 22,0 %, vuxna 15-64 år 64 %, och äldre över 65 år 12,0 %.
Runt Gaopo är det tätbefolkat, med 343 invånare per kvadratkilometer. Närmaste större samhälle är Jiachuan, 17,4 km nordväst om Gaopo. I omgivningarna runt Gaopo växer i huvudsak blandskog.
Genomsnittlig årsnederbörd är 1 312 millimeter. Den regnigaste månaden är juli, med i genomsnitt 346 mm nederbörd, och den torraste är december, med 2 mm nederbörd.